# Shulamit Goldstein
Shulamit Goldstein (hebräisch שולמית גולדשטיין; * 4. Mai 1968; † 27. Mai 2022) war eine israelische Rhythmische Sportgymnastin.

## Biografie
Shulamit Goldstein wurde zwischen 1985 und 1987 israelische Meisterin. 1985 belegte sie den 49. Platz bei den Weltmeisterschaften. Bei den Olympischen Sommerspielen 1988 in Seoul belegte sie im Einzelwettbewerb mit 36,50 Punkten den 35. Platz.
Später war Goldstein als Kampfrichterin tätig und nahm in dieser Funktion an den Olympischen Sommerspielen 1996 teil.